# Leucocroton ekmanii
Leucocroton ekmanii är en törelväxtart som beskrevs av Ignatz Urban. Leucocroton ekmanii ingår i släktet Leucocroton och familjen törelväxter. Inga underarter finns listade i Catalogue of Life.